# Préaux-Bocage
Préaux-Bocage ist eine französische Gemeinde mit 113 Einwohnern (Stand: 1. Januar 2022) im Département Calvados in der Region Normandie; sie gehört zum Arrondissement Caen und zum Kanton Évrecy. Die Einwohner werden Préauxois genannt.

## Geographie
Préaux-Bocage liegt etwa 18 Kilometer südöstlich von Caen. Umgeben wird Préaux-Bocage von den Nachbargemeinden Sainte-Honorine-du-Fay im Norden, Trois-Monts im Osten, La Caine im Süden, Montigny im Südwesten sowie Maisoncelles-sur-Ajon im Westen.

## Bevölkerungsentwicklung
| 1962                      | 1968 | 1975 | 1982 | 1990 | 1999 | 2006 | 2013 |
| ------------------------- | ---- | ---- | ---- | ---- | ---- | ---- | ---- |
| 76                        | 72   | 91   | 89   | 97   | 112  | 122  | 112  |
| Quelle: Cassini und INSEE |      |      |      |      |      |      |      |

## Sehenswürdigkeiten

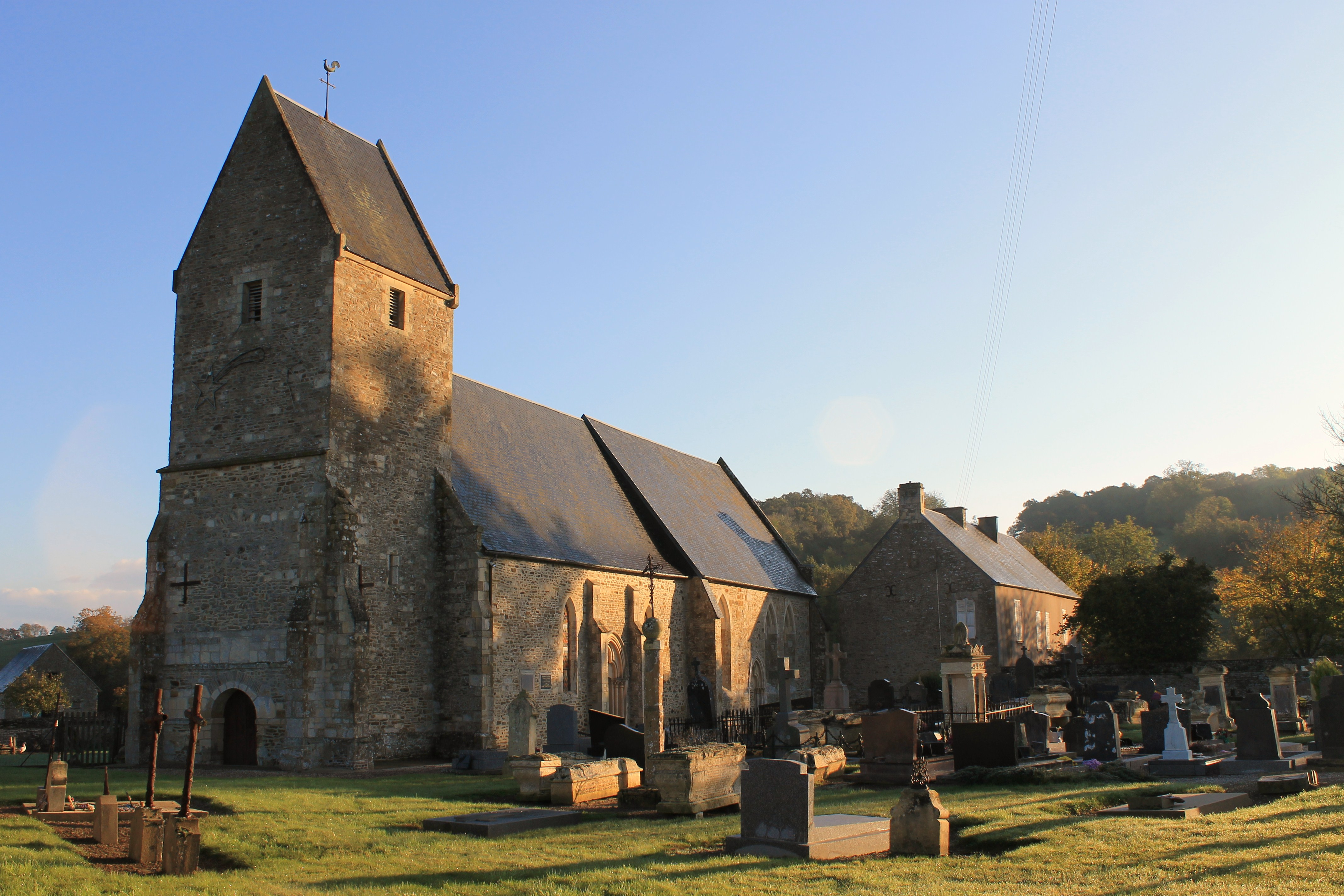
Kirche Saint-Sever

- Kirche Saint-Sever

## Gemeindepartnerschaften
Mit der deutschen Gemeinde Johannesberg in Unterfranken (Bayern) besteht seit 1990 eine Gemeindepartnerschaft.